# Robert Shapiro (Chemiker)
Robert Shapiro (* 28. November 1935 in New York City; † 15. Juni 2011) war ein US-amerikanischer Chemiker.

## Leben
Robert Shapiro, geboren 1935 in New York City, war emeritierter Professor für Chemie an der New York University. Bekannt wurde er vor allem durch seine Arbeiten zur Chemischen Evolution und zum Ursprung des Lebens. Entgegen der weitverbreiteten Theorie, wonach die ersten Lebensformen aus einer RNA-Welt hervorgegangen seien, hielt er es für unwahrscheinlich, dass aus unbelebter Materie ein so komplexes Molekül wie die RNA entstehen könnte. Nach Auffassung von Shapiro ging der Entstehung der RNA – und damit dem Beginn von Fortpflanzung und genetischem Code – die Entstehung eines stabilen Stoffwechselmechanismus voraus. Die Entstehung des Lebens auf der Erde und anderswo im Universum wäre demnach längst nicht so unwahrscheinlich wie nach der Theorie der RNA-Welt.
Shapiro starb am 15. Juni 2011 an den Folgen einer Krebserkrankung. Er hinterließ seine Frau Sandra und Sohn Michael.